# Šipan
Šipan (en italien Giuppana ou Sipana, du slave joupan : « maître d'une terre ») est une île de Croatie situé à 17 km au nord-ouest de Dubrovnik. Avec une superficie de 16,5 km2, c'est la plus grande des îles Élaphites.

## Géographie
L'île compte deux ports, Suđurađ (en italien, San Giorgio) à l'est et Šipanska Luka (en italien, Porto Gippana) à l'ouest.
Elle compte plus de 100 000 arbres.

## Histoire
L'île est mentionnée pour la première fois dans un document de 1371. En 1426, elle est rattachée à Raguse. Elle est réputée pour sa terre fertile, lui valant le surnom d'« île en or ». À l'époque, elle abritait aussi de nombreux chantiers navals, comme sa voisine Lopud. Quelque — 7000 personnes — y vivaient alors, Šipan comptant par ailleurs une quarantaine de villas et une trentaine d'églises. Aux XVe – XVIe siècles, des familles nobles de Dubrovnik y font construire des résidences secondaires, en témoigne le palais de la famille d'armateurs Skocibuha mêlant styles gothique et Renaissance, l'une des rares à avoir survécu.
De nos jours, Šipan compte moins de 500 habitants.